# 제1차 자발 알자위야 작전
제1차 자발 알자위야 작전은 시리아 내전의 시리아 민중봉기중 일어났다. 시리아군은 6월 29일 수요일에, 이들리브 주의 서쪽에 있는, 최소 11명이 살고 있다고 주장하는 자발 알자위야 마을에서 대규모의 작전을 시작했다. 자발 알자위야의 한 거주자는 그가 큰 밤중에 라마와 오럼 알조즈 마을 주변에 있는, 하마와 알레포와 연결된 고속도로의 서쪽에서 거대한 폭발을 들었다고 하였다. 다른 거주자는 월요일에 탱크 30대가 군대가 집들과 탄 농작물에서 쉬는 터키와의 국경선에 있는 브다마 마을에서 돌아 자발 알자위야에 돌아왔다고 말했다. 6월 30일에, 시리아군은 터키 국경 근처에 있는 반항적인 산악 지대까지 확대되었다고 보도되었다. 운동가들과 한 목격자에 따르면 이틀간의 포위전으로 인한 사망자 수 19명으로 증가했다고 한다.

## 공격 범위
시리아군에 의해 자발 알자위야의 북서부 지역의 조치로 터키로 피해 도망 가듯한 주민들을 방지하는 데 목적이 있는 것으로 나타났다.